# Chu Tsun-wai
Dans ce nom, le nom de famille, Chu, précède le nom personnel.
Chu Tsun-wai, né le 9 juillet 2001,, est un coureur cycliste hongkongais.

## Biographie
En 2018, Chu Tsun-wai devient champion de Hong Kong et vice-champion d'Asie du contre-la-montre chez les juniors (moins de 19 ans). La même année, il représente son pays aux championnats du monde juniors. Il termine ensuite troisième de la première étape du Tour du lac Qinghai ou quatrième du championnat de Chine sur route en 2022. 
En 2023, il intègre l'équipe continentale HKSI. Durant cette saison, il confirme ses qualités de rouleur en remportant le championnat de Hong Kong du contre-la-montre espoirs (moins de 23 ans). Il finit par ailleurs quatrième de la poursuite par équipes aux championnats d'Asie sur piste et aux Jeux asiatiques, avec la délégation hongkongaise. 

## Palmarès sur route

### Par année
- 2018
  -  Champion de Hong Kong du contre-la-montre juniors
  -  Médaillé d'argent du championnat d'Asie du contre-la-montre juniors
- 2023
  -  Champion de Hong Kong du contre-la-montre espoirs
- 2024
  - 2e du championnat de Hong Kong du contre-la-montre
  -  Médaillé de bronze du championnat d'Asie du contre-la-montre par équipes mixtes
- 2025
  -  Champion de Hong Kong du contre-la-montre

### Classements mondiaux
| Année         | 2022 | 2023 |
| ------------- | ---- | ---- |
| UCI Asia Tour | 340e | 121e |

## Palmarès sur piste

### Championnats nationaux
- 2025
  -  Champion de Hong Kong de l'omnium[5]